# Meisterwerk 1
Meisterwerk 1 er et opsamlingsalbum af det britiske death/doom metal-band My Dying Bride, som blev udgivet i 2000 gennem Peaceville Records. Albummet indeholder både albumsspor og sjældne indspilninger. Dets ledsagende stykke Meisterwerk 2 blev udgivet året efter. 

## Sporliste
1. "Symphonaire Infernus et Spera Empyrium" (demoversion fra Towards the Sinister) – 8:55
2. "The Crown of Sympathy" – 12:11 (fra Turn Loose the Swans)
3. "The Grief of Age" – 4:10 (demoversion fra Towards the Sinister)
4. "A Kiss to Remember" – 7:32 (fra Like Gods of the Sun)
5. "Grace Unhearing (Portishell Mix)"  – 7:07 (fra det begrænsede antal af Like Gods of the Sun)
6. "For You" – 6:37 (fra Like Gods of the Sun)
7. "Unreleased Bitterness" – 7:42 (fra den sjældne single "Unreleased Bitterness")
8. "Sear Me III" – 5:27 (fra The Light at the End of the World)
9. "The Cry of Mankind" (Bonusvideo spor) – 4:36 (fra The Angel and the Dark River)